# Горожанські школи
Горожанські школи — нижчі трьох-, згодом чотирикласні середні школи на Закарпатті. Після закінчення горожанської школи учні мали право вступу до учительських семінарій та фахових шкіл і, за вступним іспитом, до гімназій. В 1938—1939 було на Закарпатті 23 українських горожанських школи із 6485 учнями, на Пряшівщині — 2 горожанські школи.